# Пол Пот
Пол Пот (кхмер. ប៉ុល ពត), справжнє ім'я Салот Сар (19 травня 1925 — 15 квітня 1998) — камбоджійський революціонер та політичний діяч, диктатор, лідер Червоних кхмерів. Захопивши владу у країні в ході громадянської війни 1975 року, встановив диктаторський режим, в основі якого лежало ідеологічне поєднання марксизму та кхмерського націоналізму. Головною метою свого правління Пол Пот вважав перетворення Демократичної Кампучії (назва Камбоджі за Пола Пота) в аграрну наддержаву, для досягнення якої застосовувалися репресивні заходи. Політика режиму Червоних кхмерів ґрунтувалася на розправах над опонентами та населенням, репресіях проти національних і релігійних меншин, знищенні представників інтелігенції. Внаслідок геноциду, влаштованого тоталітарним режимом Пол Пота, протягом 1975—1979 років було винищено близько чверті населення Камбоджі. 1979 року Пол Пота скинули в'єтнамські війська, що вдерлися до країни.

## Життєпис

### Ранні роки
Салот Сар народився 19 травня 1925 року у провінції Кампонгтхом у Камбоджі, коли вона була колонією у складі Французького Індокитаю. Він був восьмою дитиною з дев'яти у родині заможного фермера, який володів 50 акрами рисових полів. З 5 чи 6 років Салот Сар мешкав у Пномпені разом зі своїм старшим братом. Протягом року він навчався при монастирі, надалі продовжував освіту в престижній франкомовній католицькій школі. По закінченні школи Салот Сар провалює вступні іспити до університету та вступає до професійного училища опановувати професію столяра. 1949 року Салот Сар отримав урядову стипендію для навчання у Франції. У Парижі він вчиться на інженера радіоелектроники, там само вступає до марксистського гуртка, знайомиться з кхмерською лівою молоддю, а згодом вступає до французької комуністичної партії.

### Повернення до Камбоджі
1953 року Салот Сар провалює університетські іспити та повертається до Пномпеня, де вступає до лав Комуністичної партії. Протягом 1956—1963 років він працює педагогом у приватній школі, де викладає географію, історію та французьку літературу. 1963 року він стає Генеральним секретарем партії та бере собі псевдонім Пол Пот. Він змушений перейти на нелегальне становище разом із іншими лідерами камбоджійських комуністів та переховується на півночі країни у таборах, створених в'єтконгівцями.

## Партизанська війна
З лютого 1963 року Салот Сар — Генеральний секретар Комуністичної партії Кампучії.
З середини 1960-х років група Салот Сара в партії пішла на встановлення тісних контактів з КНР і перебудову діяльності партії на маоїстський лад. Значну роль в партії стала грати «банда шести» — Салот Сар (Пол Пот), Ієнг Сарі, Сон Санн та їхні дружини — Кхієу Поннарі, Єнг Тіріт, Юн Ят.